# Edmund Heusinger von Waldegg
Edmund Heusinger von Waldegg (Bad Schwalbach, 12 de maio de 1817 — Hannover, 2 de fevereiro de 1886) foi um engenheiro mecânico alemão, pioneiro das ferrovias.
Edmund Heusinger nasceu em 1817 em Langenschwalbach, atualmente Bad Schwalbach, Hessen, Alemanha.  Em 1841 tornou-se mestre de obras da Ferrovia Taunus. Em 1854 obteve um contrato para a construção da Ferrovia Homburg. Inventou a inter alia, um novo tipo de engrenagem válvula para locomotivas a vapor que tornou-se o mais popular deste tipo de válvula do mundo. Como o belga Egide Walschaerts inventou o mesmo sistema independentemente, esta válvula é normalmente denominada engrenagem válvula de Walschaerts  em países de língua não germânica.